# Diogo Boitaca
 (mai 2018).
Si vous disposez d'ouvrages ou d'articles de référence ou si vous connaissez des sites web de qualité traitant du thème abordé ici, merci de compléter l'article en donnant les références utiles à sa vérifiabilité et en les liant à la section « Notes et références ».
Diogo Boitaca (vers 1460 - à Batalha, en 1528), Diogo Boytac,  fut un architecte influent et un ingénieur des principaux bâtiments du Portugal dans la première moitié du XVIe siècle. Il était d'origine française, sans doute du Languedoc. 

## Son nom
Son nom a été écrit de différentes façons : Diogo Boytac, Diogo de Boytac, Diogo de Boitaca, Diogo Boitaca.
L'orthographe de son nom, Boitac (ou Boytac), suggère qu'il a peut-être des origines françaises mais cela reste incertain comme la plupart de ce qu'on connaît de sa vie. Son année de naissance est aussi une inconnue mais semblerait être 1460. Il mourut à Batalha en 1528, mais même cette date n'est pas certaine.
Son nom de famille apparaît pour la première fois en 1498 dans un document du roi Manuel Ier qui lui offre une rente annuelle pour son travail exécuté sur le monastère des clarisse et église de Jésus de Setúbal. La deuxième occurrence de son nom est sa signature d'un document en 1514. Son nom est mentionné dans douze documents conservés dans le monastère de Batalha et écrit entre 1515 et 1521. Son prénom n'est mentionné qu'une seule fois : en 1515 sur la liste des membres de l'expédition malheureuse sur Mamora (aujourd'hui El-Mehdiya ou Al Madhiya au Maroc) où les Portugais perdirent 4 000 hommes. 
En 1512, alors que Diogo Boitaca travaillait sur le monastère de Batalha, il épousa Isabel Henriques, fille de Mateus Fernandes, architecte du même monastère.
Il s'installa à Batalha en 1516 où il mourut en 1528. Il fut inhumé dans le monastère de Batalha, près de la tombe de Mateus Fernandes.

## Setúbal

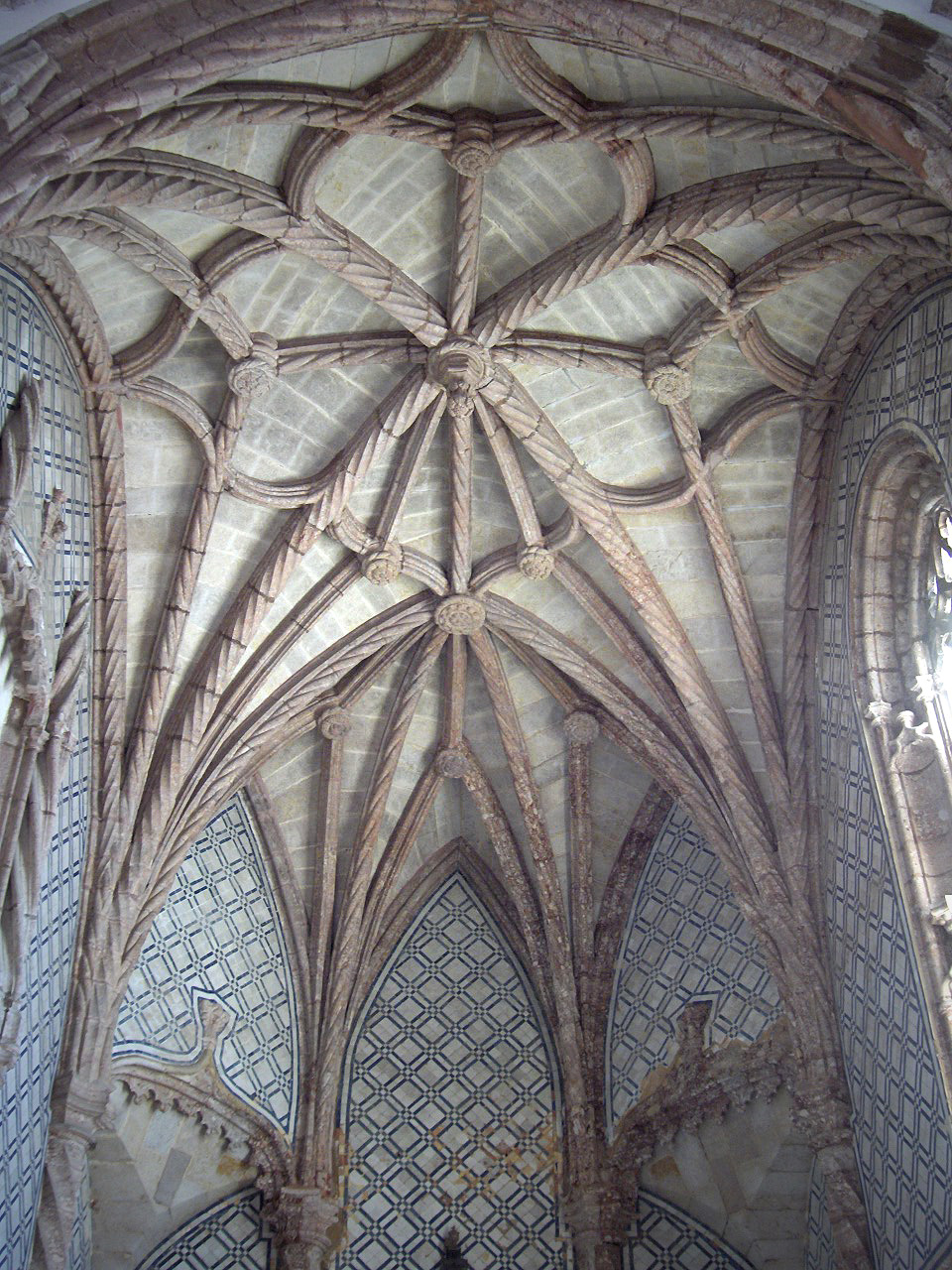
Un exemple d'architecture manuéline : la voûte de la chapelle principale du monastère de Jésus à Setúbal.

Le monastère de Jésus fut fondé par Justa Rodrigues Pereira à l'extérieur des murs de la ville de Setúbal et sous l'impulsion du roi Jean II de Portugal qui en 1490 demanda au maître Diogo Boitaca de bâtir l'église du monastère. Ce fut la première réalisation sur laquelle son nom fut mentionné. Cette église est la première construction considérée comme de style manuélin. Ce style architectural spécifique amena un style gothique tardif au Portugal et le maria aux principes de l'architecture Renaissance précoce, ajoutant des colonnes torsadées et des références à la navigation.
Dans l'église il introduisit le concept de nef flanquée de bas côtés de même hauteur, unifiant ainsi l'espace intérieur comme dans une église-halle, une particularité qui se retrouvera par la suite dans des espaces intérieurs de bâtiments manuélins comme le monastère des Hiéronymites à Lisbonne. La voûte exubérante de la chapelle principale montre des ogives ayant la forme de cordes en spirale — encore un thème déjà présent ici et qui deviendra une constante des voûtes manuélines à travers tout le pays.

## Belém
Sa commande suivante fut la planification du monastère des Hiéronymites à Belém près de Lisbonne. Celui-ci deviendra son œuvre la plus connue et un des bâtiments les plus importants du Portugal ainsi que la quintessence du style manuélin. Bénéficiant de fonds importants, l'architecte avait suffisamment de latitude pour penser en grand. Il avait d'abord prévu un bâtiment avec quatre monastères, soit une construction quatre fois plus grande que ce qui existe actuellement. Diogo Boitac travailla à ce projet entre 1502 et 1516, avec les colonnes et les murs extérieurs terminés quand il fut appelé sur un autre projet. Son collaborateur João de Castilho lui succéda, amenant progressivement le projet du style manuélin vers le style plateresque.

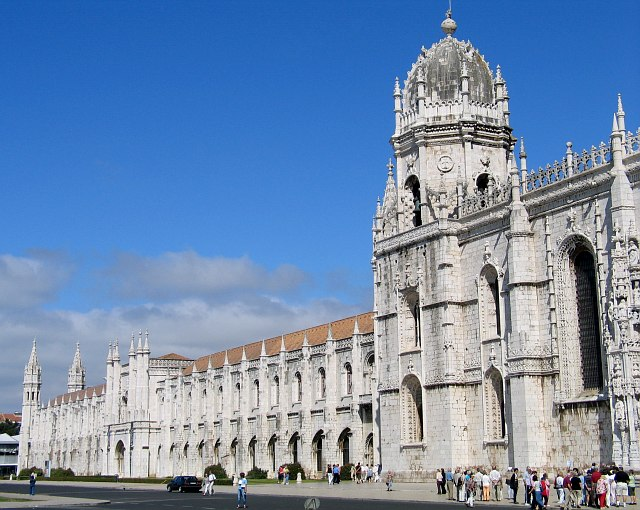
Monastère des Hiéronymites, à Bélem.

Le plan général du monastère et de l'église ressemble à celui de Setúbal. Il conçut les fondations pour cette église à nef tripartite avec cinq baies au-dessus d'une voûte unique, un transept bien marqué même s'il est peu proéminent et un chœur surélevé. Boitac éleva les murs jusqu'à la corniche et commença alors la construction du monastère attenant. Diogo Boitac est aussi l'auteur du premier étage du vaste cloître et de ses décorations manuélines. Il construisit les voûtes d'arêtes avec de larges arcs et des ouvertures avec des traceries reposant sur de délicats meneaux.

## Autres constructions
Tandis qu'il travaillait à la construction du monastère des Hiéronymites, Diogo Boitac, en tant qu'architecte royal, entreprit simultanément plusieurs autres projets. Cependant il est difficile d'évaluer le rôle spécifique qu'il mena pour chacun d'eux.
En 1507 il reçut la charge de la rénovation du monastère Santa Cruz à Coïmbre. Il conçut le plan de l'église manuéline et de la salle capitulaire. Il réduisit l'espace intérieur de l'église en une seule nef et fit plusieurs autres modifications. Il reviendra en 1513 pour terminer son œuvre.
La même année, en 1507, il construisit le monastère hiéronymite de Nossa Senhero da Pena sur un sommet près de Sintra (aujourd'hui compris dans le palais national de Pena). Son influence se voit surtout dans la conception des voûtes.
En 1509 il serait allé au monastère de Batalha où il aurait été fait maître des travaux, mais ceci reste incertain. Il érigea les piliers des chapelles imparfaites, décorées de motifs manuélins sculptés dans la pierre. La décoration gothique faite de traceries sculptées (dont les quatre-feuilles, les fleurs de lis et rosettes) apportées par David Huguet, a semble-t-il été terminée par Boitac, créant une synthèse avec le style manuélin.
En 1511, Diogo construisit, avec Mateus Fernandes, les abattoirs de Coïmbre, apporta des améliorations au pont sur le Mondego (Ponte de Sainte-Claire) et entreprit quelques travaux pour canaliser ce fleuve. Parfois d'autres artistes ont travaillé à partir des projets de Boitac, comme Marcos Pires qui dessina la Sala Grande du monument manuélin le Palais royal. L'abside de la chapelle de l'université fut reconstruite et élargie suivant les plans de Boitac.

## Au Maroc
En 1510 il fut fait chevalier par le comte Vasco Menezes Coutinho pour sa participation lors du second siège malheureux d'Arzila (aujourd'hui Asilah au Maroc) en 1509, après que celle-ci eut été reprise par les Maures en 1508.
En 1514 il se rendit de nouveau au Maroc en qualité d'expert en construction. Il construisit une forteresse à Marmora (aujourd'hui Mehdya ou Mâmora, près de Rabat) qui sera perdue au profit des Maures en 1515 et deviendra un repaire des Barbaresques tant redoutés.